# Sinajski poluotok
Sinajski poluotok ili samo Sinai je trokutasti poluotok u Egiptu površine oko 60 000 kilometara kvadratnih.
Pustinjsko i gorsko područje s najstarijim samostanom na svijetu. Na njemu živi oko 1,3 miljuna stanovnika i veza je između Mediterana i Crvenog mora. Bio je poprište nekoliko žestokih sukoba. Izrael je nakon Šestodnevnog rata sa Egiptom, Sirijom i Jordanom osvojio: poluotok Sinai (hrv. Sinaj), Golansku visoravan, Gazu i Zapadnu obalu. Za vrijeme Yomkippurskog rata (trajao je od 6. do 25. listopada 1973. godine kada je sklopljen drugi sporazum o prekidu vatre), Sirija i Egipat neuspješno vraćaju svoj prijašnji teritorij koji je prethodno bio osvojio Izrael, te Izrael i Egipat sklapaju mirovni sporazum 1978. godine, 5 godina nakon završetka rata, u Bijeloj kući koji je nazvan Sporazum iz Camp Davida i u tom sporazumu je dogovoreno da Izrael vrati Sinajski poluotok Egiptu, koji je vraćen 1982. godine, te je uspostavljena normalizacija odnosa između dviju država.

## Povijest
Sinajski poluotok bio je prvo nastanjen narodom Monitu, koji su poluotok nazivali Mafkat. Tijekom prve dinastija drevnog Egipta i/ili prije, Egipćani pronalaze tirkiz na poluotoku. Rudnici su s prekidima radili tisućama godina, no u današnjoj situaciji pokazali su se neisplativi. Rudnici tirkiza su vjerojatno najstariji poznati rudnici. 

### Moderna povijest
Mameluci su kontrolirali Sinajski poluotok između 1260. i 1518., kada ga turski sultan Selim I. zauzima i okončava vlast mamelučkih sultana. Od tada pa do ranog 20-og stoljeća
Poluotokom upravljaja Osmansko Carstvo sve do 1906., kada dolazi pod kontrolu Egipta kojim su upravljali Britanci. Granica koju su Britanci napravili čini skoro ravnu liniju od 
mjesta Rafah na Sredozemnom moru, do mjesta Taba u Akapskom zaljevu. Ova granica je aktualna i danas kao gržavna granica između Izraela i Egipta.

## Vanjske poveznice
|  | Zajednički poslužitelj ima još gradiva o temi Sinajski poluotok |